# Piper PA-24 Comanche
Piper PA-24 Comanche — американский лёгкий самолёт общего назначения, одномоторный четырёхместный моноплан. Разработан и производился предприятием Piper Aircraft в 1957—1972 годах в нескольких модификациях. Выпущено 4857 самолётов.

## Разработка и производство
Первый полёт прототипа выполнен в 1956 г. Серийное производство Comanche начато в 1957 г. (производственная серия PA-24-180). В 1958, 1963, 1964 гг. в серийное производство вводились новые модификации самолёта, отличавшиеся, в основном, более мощными двигателями.
Производство самолёта прекращено в 1972 г. после разрушительного разлива реки Susquehanna, вызваного ураганом «Агнес», когда производственные площади завода Piper Aircraft были затоплены.
К 1963 г. на основе Piper PA-24 Comanche был разработан двухмоторный самолёт Piper PA-30 Twin Comanche.

## Модификации
Comanche 180

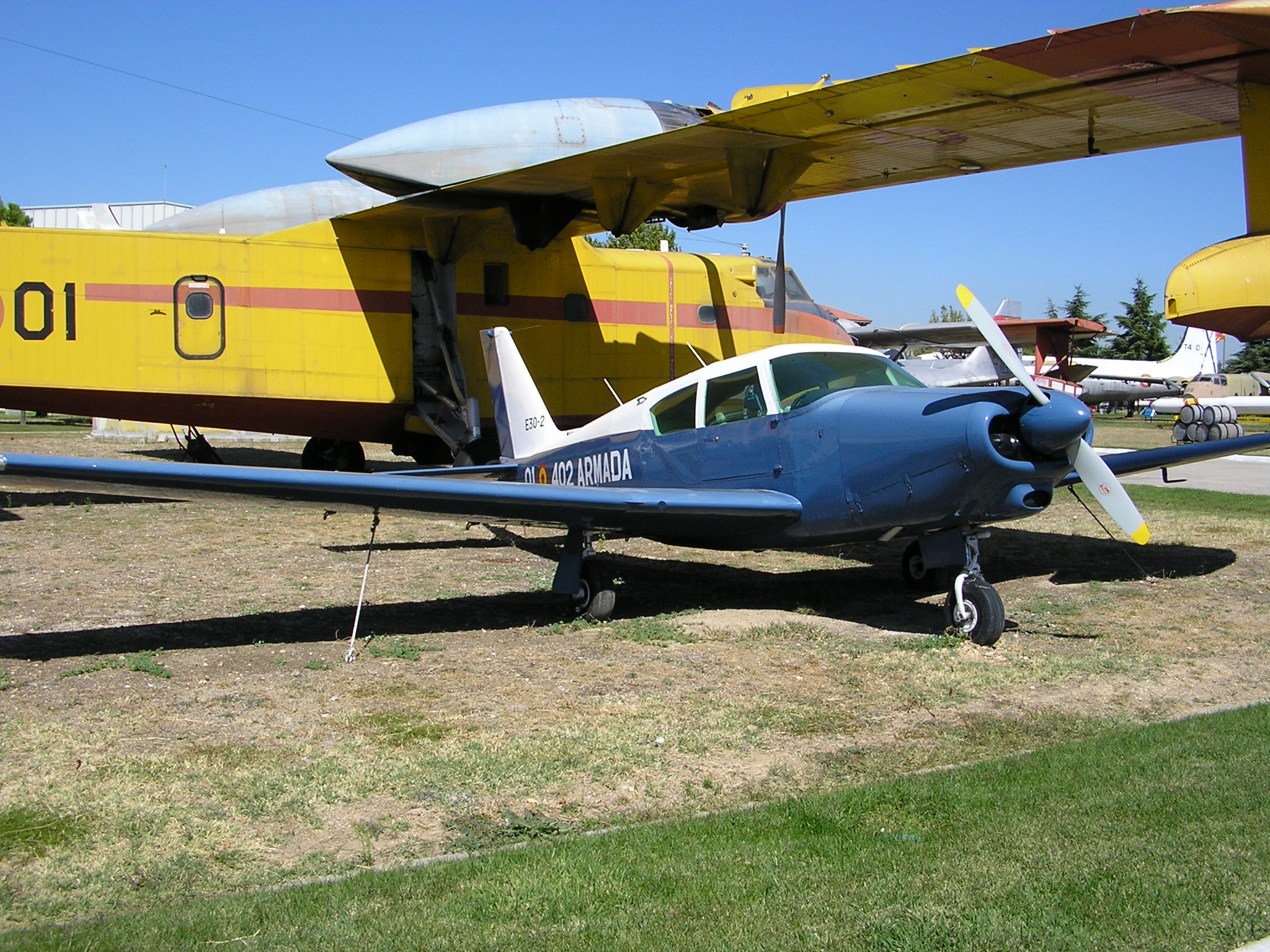
PA-24 ВМФ Испании в Мадридском авиамузее

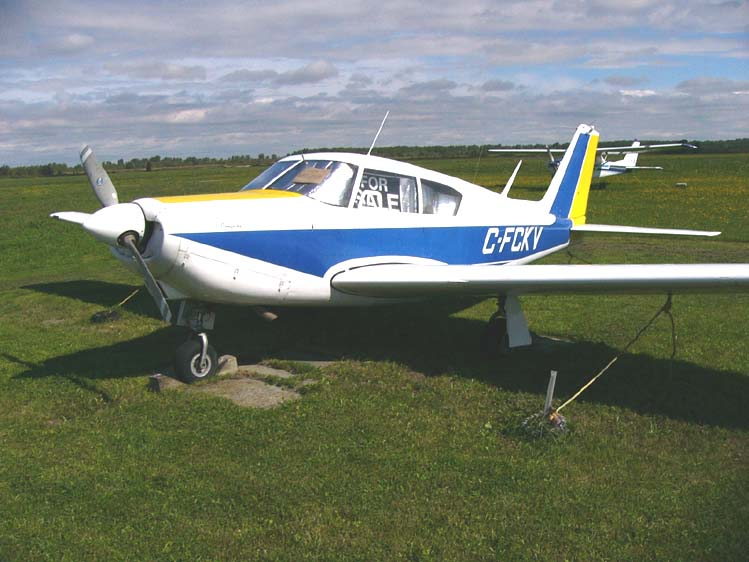
PA-24 выпуска 1959 г.

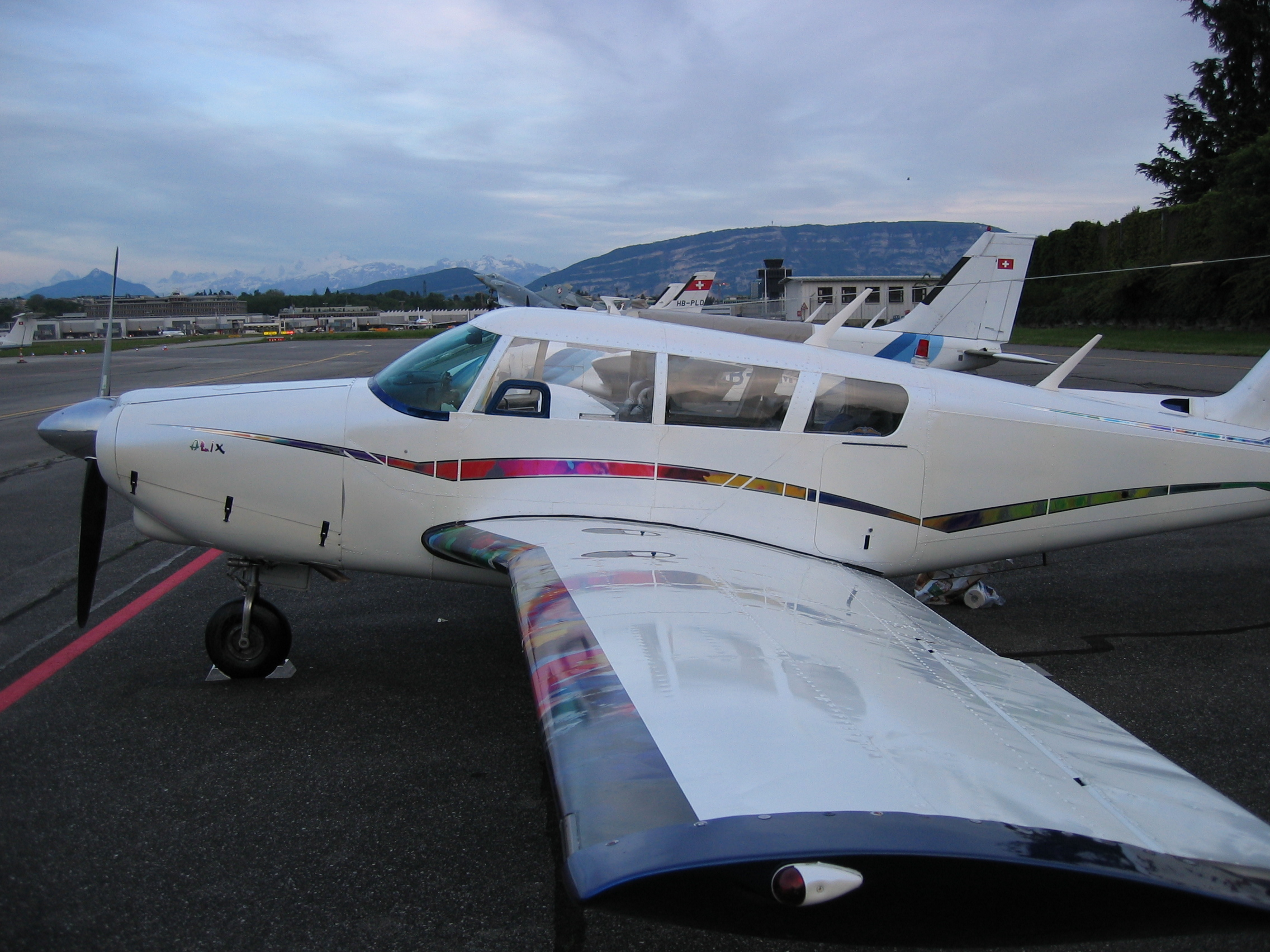
PA-24-260B

Первая производственная серия PA-24 с карбюраторным двигателем Lycoming O-360-A1A мощностью 180 л.с., стреловидным килем, крылом ламинарного обтекания. Стоимость нового самолёта составляла $17,850 (1958) и $21,580 (1964).
Comanche 250
Производственная серия, выпускавшаяся с 1965 г. Оснащалась более мощными двигателями мощностью 260 л.с. (карбюраторными либо инжекторными). В свою очередь, подразделялась на модификации:
- PA-24-260 (1965)- первая производственная серия
- PA-24-260B (1966—1968)- удлинённый фюзеляж, шестиместная кабина
- PA-24-260C (1969—1972) — удлинённый фюзеляж, больший взлётный вес
- PA-24-260TC (1970—1972) — оснащалась двигателем с турбонагнетателем.

На модификации Comanche 250 в Июне 1959 года был выполнен рекордный беспосадочный перелет для самолетов взлетной массой до 3000 кг на расстояние 12340 км.
Comanche 400
PA-24-400 Comanche 400 отличался изменённым хвостовым оперением и установкой восьмицилиндрового двигателя Lycoming IO-720 мощностью 400 л.с. Построено 148 самолётов PA-24-400.

## Лётно-технические характеристики (PA-24-260)
Экипаж: 1
Пассажировместимость: 3
Длина: 7.62 м
Размах крыльев: 10.97 м
Высота: 2.29 м
Вес (пустой) : 804 кг
Коммерческая нагрузка: 647 кг
Максимальный взлётный вес: 1451 кг
Силовая установка: 1× ПД Lycoming IO-540, мощность 260 л.с.
Крейсерская скорость : 298 км/ч
Дальность: 1970 км
Практический потолок: 5945 м
Скороподъемность: 6.7 м/с